# Mabolwe
Mabolwe är en ort (village) i distriktet Central i sydöstra Botswana. 